# Lee Sun-hee (chanteuse)
 (août 2023).
Si vous disposez d'ouvrages ou d'articles de référence ou si vous connaissez des sites web de qualité traitant du thème abordé ici, merci de compléter l'article en donnant les références utiles à sa vérifiabilité et en les liant à la section « Notes et références ».
Ne doit pas être confondu avec Lee Sun-hee.
Lee Sun-hee (en coréen : 이선희, née le 11 novembre 1964 à Boryeong, est une chanteuse sud-coréenne. Elle est également : auteur, compositeur, arrangeur, producteur et directeur de musique.

## Biographie
Lee Sun-hee est née le 11 novembre 1964 à Boryeong province du Chungcheong du Sud (Corée du Sud).
Elle a commencé ses études secondaires au lycée pour filles Sangmyung de Séoul puis au lycée pour filles Shingwang (ou Shin Kwang) à Séoul.
Elle est ensuite entrée au « Incheon City Collège » où elle a été diplômée en gestion de l'environnement.
Enfin elle a terminé ses études à l'université privée Yonsei, considérée comme l'une des 3 plus prestigieuses universités du pays. Elle n'a cependant pas été diplômée de cette université, ayant arrêtée ses études au début de sa carrière.
En 1984 elle commence sa carrière en remportant le « Grand Prix MBC du Festival de la chanson Riverside » avec la chanson «Dear J». La même année, le 25 novembre elle remporte l'Award de la meilleure débutante au «KBS Music Awards» . Sa chanson «Dear J» est restée n° 1 pendant cinq semaines consécutives dans le Top Ten MBC Music.
En 1991, elle sort un album avec l'orchestre de chambre de Montréal, qui s'intitule tout simplement « Lee Sun Hee & Montréal Chamber Orchestra », album sur lequel elle reprend entre autres son tube «Dear J».
En 2005 sort la merveilleuse chanson « Destiny » plus connu sous le nom de « Fate », bande originale du film « Le Roi et le Clown ». Chanson sur laquelle elle se fait accompagner par le groupe chinois 12 Girls Band.
En 2010, elle participe à la bande originale du drama « My Girlfriend Is Gumiho » avec la chanson « Fox Rain ».
Le 3 février 2011, elle donne un concert à l'Isaac Stern Auditorium au Carnegie Hall de New York. Battant ce jour-là le record du nombre de places vendues pour un concert d'un artiste coréen à New York.
Un bon nombre de ses fans la surnomme « The Korean Diva ». Elle prête sa voix avec excellence dans de nombreux genres musicaux (Rock, ballades, disco, classique, K-pop, jazz, « Korean trot » etc).
En dehors de sa carrière, Lee Sun-hee s'investit dans de nombreuses activités sociales en Corée comme par exemple : La condition féminine, le réconfort des personnes âgées, l'aide aux enfants, l'organisation et la promotion de divers concerts etc. En 1991 elle a même été élue conseillère municipale.

## Discographie
Les traductions en anglais des titres sont données à titre indicatif.
Liste des albums, single et autres cd de Lee Sun-hee : http://www.maniadb.com/artist.asp?p=108647&o=d

### Albums réguliers
- 1985 : 아! 옛날이여 / Ah! The Good Old Days - Album sur lequel apparaît sa chanson «Dear J» (Jigu Records).
- 1985 : 갈바람 / Galbaram (Jigu Records).
- 1986 : 잃어버린 약속 / The Lost Promise (Jigu Records).
- 1988 : 사랑이 지는 이자리 / Where the Love Falls (Seoul Records).
- 1989 : 나의 거리 / My Street (Seoul Records).
- 1990 : 왜 나만 / Why Me (titre alternatif : 추억의 책장을 넘기면 / Turning the Pages of Memories)(Seoul Records).
- 1991 : 추억속을 걷네 / Walking Through Memories (Titre alternatif : If you love me) (Seoul Records).
- 1992 : 조각배 / Dinghy (Seoul Records).
- 1994 : 한송이 국화 / Chrysanthemum (Seoul Records).
- 1996 : First Love (Samsung Music - Yedang Entertainment)
- 1998 : Dream of Ruby (Cream Records - Yedang Entertainment)
- 2001 : My life + Best (Cream Records - Yedang Entertainment)
- 2005 : 사춘기 / Adolescence (Spring in My Forties) sorti sous le titre chinois 四春期 + 2e CD : Live - concert anniversaire des 20 ans de carrière (EMI - Hook Entertainment)
- 2009 : 사랑아... / Oh, Love... + 2e CD : Lee Sunhee Live - Best of Best (Mnet Media - Hook Entertainment)
- 2014 : Serendipity (30th Anniversary Album - 30주년 기념앨범)

### Albums spéciaux
- 1984 : 이선희의 캐롤 / Lee Sun Hee's Carols (Christmas carols album) - Album où elle reprend de nombreuses chansons de Noël (Jigu Records).
- 1988 : 겨울 이야기 / Winter Story - Autre album de chansons de Noël (Seoul Records).
- 1989 : Where the Love Falls / Dear J - Album où elle reprend 8 de ses chansons en Anglais (Seoul Records).
- 1990 : Leaving Only the Dream of Love - Album regroupant des poésies de Lee Sun-hee (Seoul Records).
- 1991 : 우리들의 이야기 - (Notre Histoire) - Album où elle reprend des chansons de Noël et où elle rend hommage entre autres à l'Armée Sud Coréenne, à sa mère, à ses amis, à ses professeurs (Seoul Records).
- 1993 : Children's Songs - Album de chansons enfantines (Seoul Records).
- 1996 : Golden - Compilation de chansons (Samsung Music - Yedang Entertainment)

### Albums live
- 1990 : Lee Sun Hee & Montreal Chamber Orchestra (Seoul Records).
- 1991 : Peter Pan - Musical enregistré au Sejong Center for the Performing Arts (Seoul Records).
- 1995 : 세종문화회관 라이브 / Centre Sejong pour les arts de la scène Live 1994 - "Seoul Love Concert" septembre 1994, également concert des 10 ans de carrière de Lee Sun Hee
- 1995 : Le Magicien d'Oz - Musical enregistré au Sejong Center for the Performing Arts en 1990 (Peninsula Music)
- 1999 : Bari / The Forgotten Lullaby - Musical enregistré au Seoul Arts Center, Opera House

### Bandes originales et vidéos
En comptant le film « Le roi et le Clown » et le drama « My  Girlfriend Is Gumiho » déjà cités, elle a participé à près d'une dizaine de bandes originales de films ou séries.
Plusieurs dvd et vidéos de Lee Sun-hee en concert ont également été publiés

## Sources
- (ko) Cet article est partiellement ou en totalité issu de l’article de Wikipédia en coréen intitulé « 이선희 » (voir la liste des auteurs).
- (ko) Biographie disponible en coréen sur le site officiel de Lee Sun Hee
- (ko) Biographie disponible en coréen sur le site maniadb